# Europejska Stolica Młodzieży
Europejska Stolica Młodzieży, (w skrócie ESM), (ang. European Youth Capital) – tytuł przyznawany przez Europejskie Forum Młodzieży jednemu z kandydujących do niego miast. Pierwszą Europejską Stolicą Młodzieży został w 2009 roku holenderski Rotterdam. W 2023 roku ESM był Lublin.  
W 2015 roku do tytułu kandydowały Katowice. W 2022 roku Gdynia i Poznań, który znalazł się w gronie finalistów. Lublin jest pierwszym polskim miastem, który uzyskał tytuł Europejskiej Stolicy Młodzieży (za rok 2023). 

## Cele konkursu
Europejska Stolica Młodzieży ma na celu promowanie wewnątrz-europejskiej współpracy pomiędzy młodymi ludźmi. Głównym celem jest poprawa warunków życia młodych ludzi w wybranym mieście będącym Stolicą Młodzieży - nie tylko w trakcie noszenia tytułu, ale również w dłuższej perspektywie. Dodatkowym celem jest aktywizacja młodzieży do współdziałania w tworzeniu i realizacji projektów włączonych w obchody tytułu w swoim mieście, a także zwiększenie atrakcyjności i promocja turystyczna miasta w Europie. Tytuł przyznawany jest zwycięskiemu miastu na 1 rok.

## Europejskie Stolice Młodzieży[5]
- 2009,  – Rotterdam
- 2010,  – Turyn
- 2011,  – Antwerpia
- 2012,  – Braga
- 2013,  – Maribor
- 2014,  – Saloniki
- 2015,  – Cluj-Napoca
- 2016,  – Gandża
- 2017,  – Warna
- 2018,  – Cascais
- 2019,  – Nowy Sad
- 2020,  – Amiens
- 2021,  – Kłajpeda
- 2022,   – Tirana
- 2023,   – Lublin[1]
- 2024,   – Gandawa[6]
- 2025,  - Lwów
- 2026,  - Tromsø